# Zabrežje
Pour les articles homonymes, voir Zabrezje.

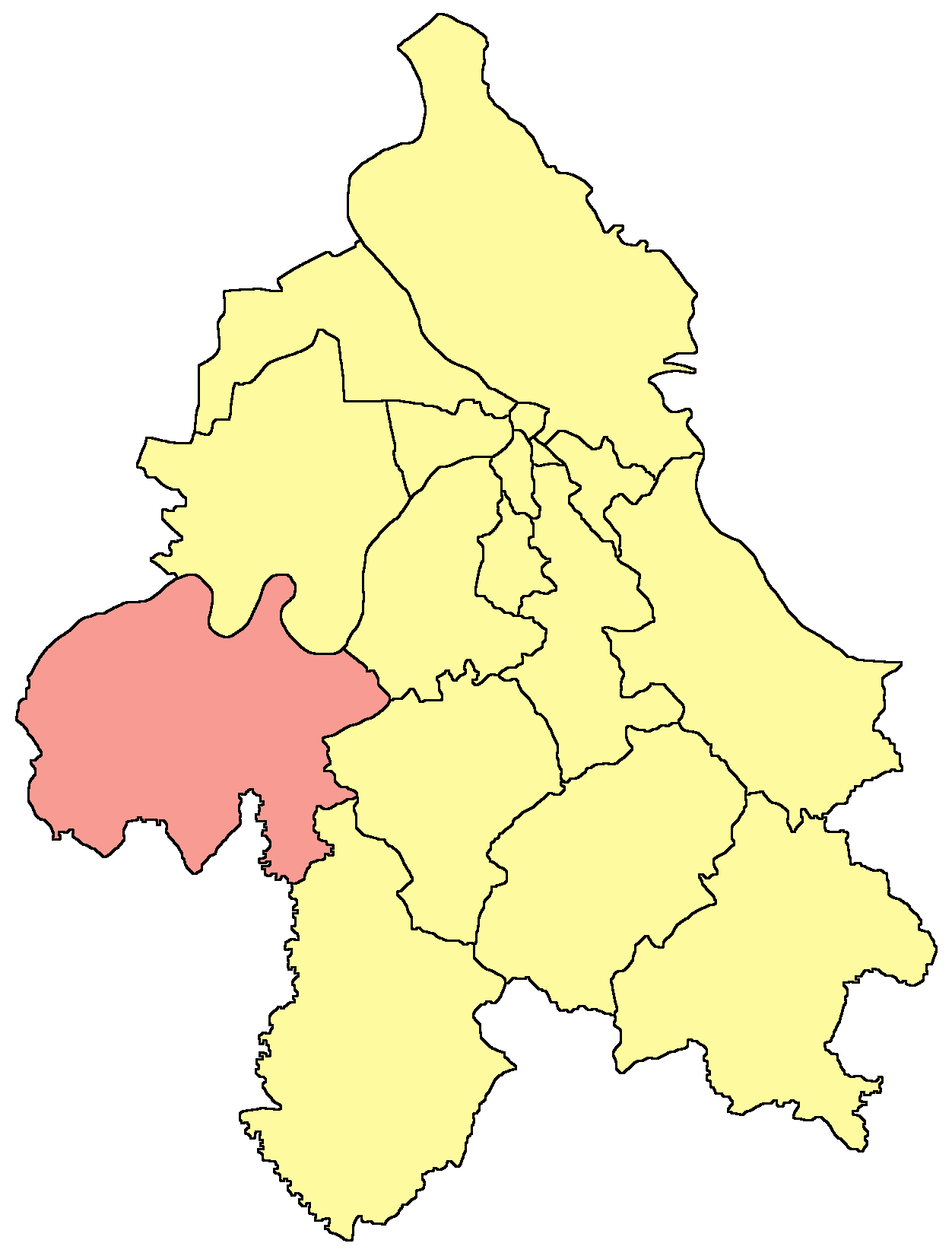
Localisation de la municipalité d'Obrenovac dans la Ville de Belgrade

Zabrežje (en serbe cyrillique : Забрежје) est une localité de Serbie située dans la municipalité d’Obrenovac et sur le territoire de la Ville de Belgrade. Au recensement de 2011, elle comptait 2 344 habitants.
Zabrežje est officiellement classé parmi les villages de Serbie.

## Démographie

### Évolution historique de la population
| 1948  | 1953  | 1961  | 1971  | 1981  | 1991  | 2002  | 2011  |
| ----- | ----- | ----- | ----- | ----- | ----- | ----- | ----- |
| 1 943 | 2 408 | 2 909 | 2 991 | 3 109 | 2 852 | 2 663 | 2 344 |

|  |